# Ercan Kesal
Ercan Kesal (nascut el 12 de setembre de 1959) és un actor, director de cinema, escriptor i metge turc.
Kesal es va graduar a l'escola de medicina de la Universitat de l'Egeu el 1984. Va treballar com a metge a l'Hospital Estatal Keskin i a les clíniques de Balâ i els districtes que l'envolten.
Va començar la seva carrera com a actor l'any 2002 amb un paper a la pel·lícula de Nuri Bilge Ceylan Uzak. També va escriure el guió de la pel·lícula Bir Zamanlar Anadolu'da juntament amb Ebru i Nuri Bilge Ceylan. El 2011, la pel·lícula va rebre una nominació al premi al millor guió als Asia Pacific Screen Awards..
A part de la seva carrera com a actor, ha publicat una sèrie de llibres, com ara Peri Gazozu (2013), Nasipse Adayız (2015), Cin Aynası (2016), Bozkırda Bir Gece Yarısı (2017) i Aslında... (2017) a İletişim Yayınları i Evvel Zaman (2014) a İthaki Yayınları.

## Filmografia
- Aldatmak, 2022 (Ali Sezai Okuyan)
- Beni Çok Sev, 2021 (Sedat)
- Üç Kuruş, 2021 (Halit)
- Menajerimi Ara, 2020 (convicat)
- Alef, 2020
- Nasipse Adayız, 2020
- Anons (2019)
- Görülmüştür, 2019

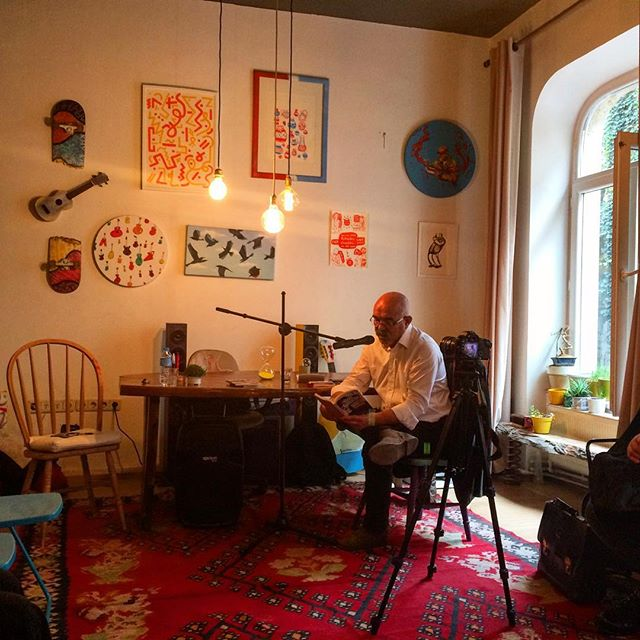
Ercan Kesal durant una sessió de lectura el 2015.

- Çukur, 2017–2019; 2020; 2021 (İdris Koçovalı)
- Cehennem, 2017
- İçerde, 2016 (Akin Isik (Kostenceli))
- Ben O Değilim, 2014
- Hükümet Kadın 2, 2013
- Ben de Özledim, 2013
- Sen Aydınlatırsın Geceyi, 2013
- Yozgat Blues, 2013
- Hükümet Kadın, 2012
- Küf, 2012
- Bir Zamanlar Anadolu'da, 2011
- Albatrosun Yolculuğu, 2010
- Vavien, 2009
- Üç Maymun, 2008
- Uzak, 2002

## Premis
- 20è Festival de Cinema Boll d’Or, 2013, Millro actor, Yozgat Blues
- Festival de Cinema d'art d'Eslovàquia, 2013, Millro actor, Küf
- 32è Festival Internacional de Cinema d'Istanbul, 2013, Millro actor, Yozgat Blues
- 44ns Premis SİYAD, 2011, Millor actor secundari, Bir Zamanlar Anadolu'da
- 44ns Premis SİYAD, 2011, Millor guionista, Bir Zamanlar Anadolu'da
- 1st Yeşilçam Film Academy Awards, 2011, Millor guió, Bir Zamanlar Anadolu'da
- 14th Sadri Alışık Awards, 2009, Millor actor secundari, Üç Maymun
- 2009 Yeşilçam Awards, 2009, Millor guió, Üç Maymun
- XXXIV edició de la Mostra de València, 2019, Premi al millor guió.[5]